# 肖佳灵
肖佳灵（1966年4月—），中华人民共和国湖南省人，中华人民共和国学者。

## 生平
1997年5月获复旦大学国际政治系国际关系专业法学博士学位。1999年-2001年在日本东京大学法学部从事博士后研究，在美国耶鲁大学担任访问学者、法国巴黎政治学院访问学者。后担任复旦大学国际关系与公共事务学院副教。其主要研究领域为当代中国外交、战后日本外交、国际组织、国家主权理论以及当代中国对外关系等。

## 代表作品
- 《国家主权论》(时事出版社，2003年12月)[4]；
- 《当代外交学》(北京大学出版社，2008年8月)[5]；
- 《当代中国外交研究中的七个问题》(《中国社会科学文摘》，2008年第7期)；
- 《当代中国外交研究“中国化”：问题与思考》（《国际观察》，2008年第2期)等。